# VIA OpenBook

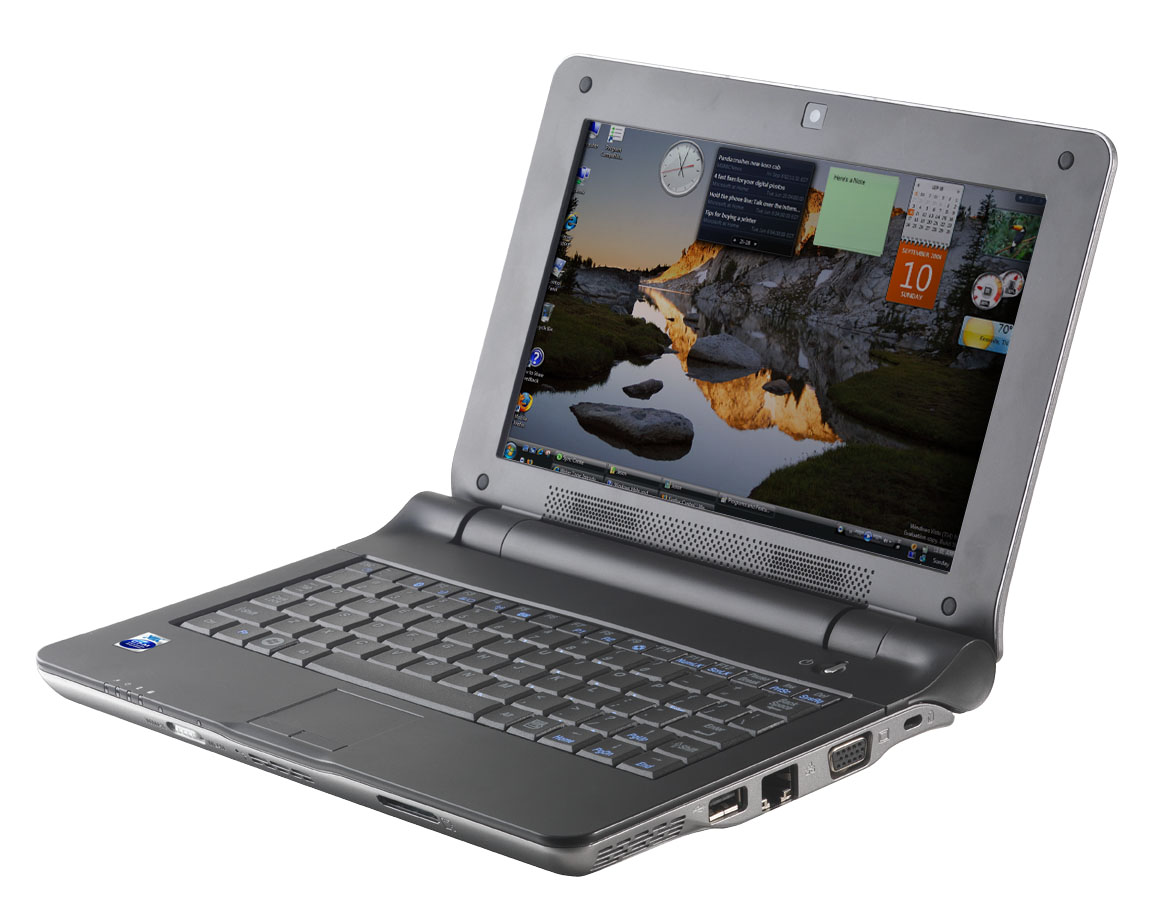
VIA OpenBook

OpenBook — платформа на основе общедоступных наработок для создания ультрапортативных ноутбуков, созданная компанией VIA в 2008 году. Вся проектная информация открыта под лицензией Creative Commons 3.0 (Attribution-ShareAlike?)

## Обзорные сведения
OpenBook — инновационный проект тайваньской компании VIA Technologies. Цель проекта — создание ноутбука, который обеспечивает как программную, так и аппаратную свободу. Это означает, что не только конструкторская документация устройства распространяется по свободной лицензии, но и производство его модификаций может осуществляться на любом заводе без предварительного разрешения.
VIA рассматривает проект OpenBook как шаг к новому поколению ноутбуков, способствующему развитию индустрии, особенно в бюджетном сегменте. Устройство оснащается стандартной поддержкой Wi-Fi, а также может быть оборудовано сотовым модемом, обеспечивающим подключение к интернету через сети 3G или 4G, включая технологию WiMax. Такая функция имеет особое значение для стран с ограниченным доступом к проводному интернету, но с развитой сотовой связью. Кроме того, возможность установки GPS-модуля, включая поддержку технологии A-GPS при наличии сотового соединения, значительно расширяет функциональные возможности устройства.
OpenBook оснащён 8,9-дюймовым экраном с разрешением 1024×600, что характерно для недорогих ноутбуков. VIA использует в данном устройстве собственные аппаратные разработки, включая процессор C7-M и графический ускоритель Chrome9 с поддержкой DirectX 9. Такое сочетание обеспечивает пользователям расширенные мультимедийные возможности.
Что касается программного обеспечения, OpenBook совместим с операционными системами семейства Windows, в частности Windows XP, Windows Vista и Windows 7. Однако VIA рекомендует использовать бесплатные операционные системы семейства Linux. Независимо от выбранной платформы, VIA предоставляет драйверы, обеспечивающие стабильную работу функций Wi-Fi, Bluetooth, Ethernet и GPS.

## Характеристики

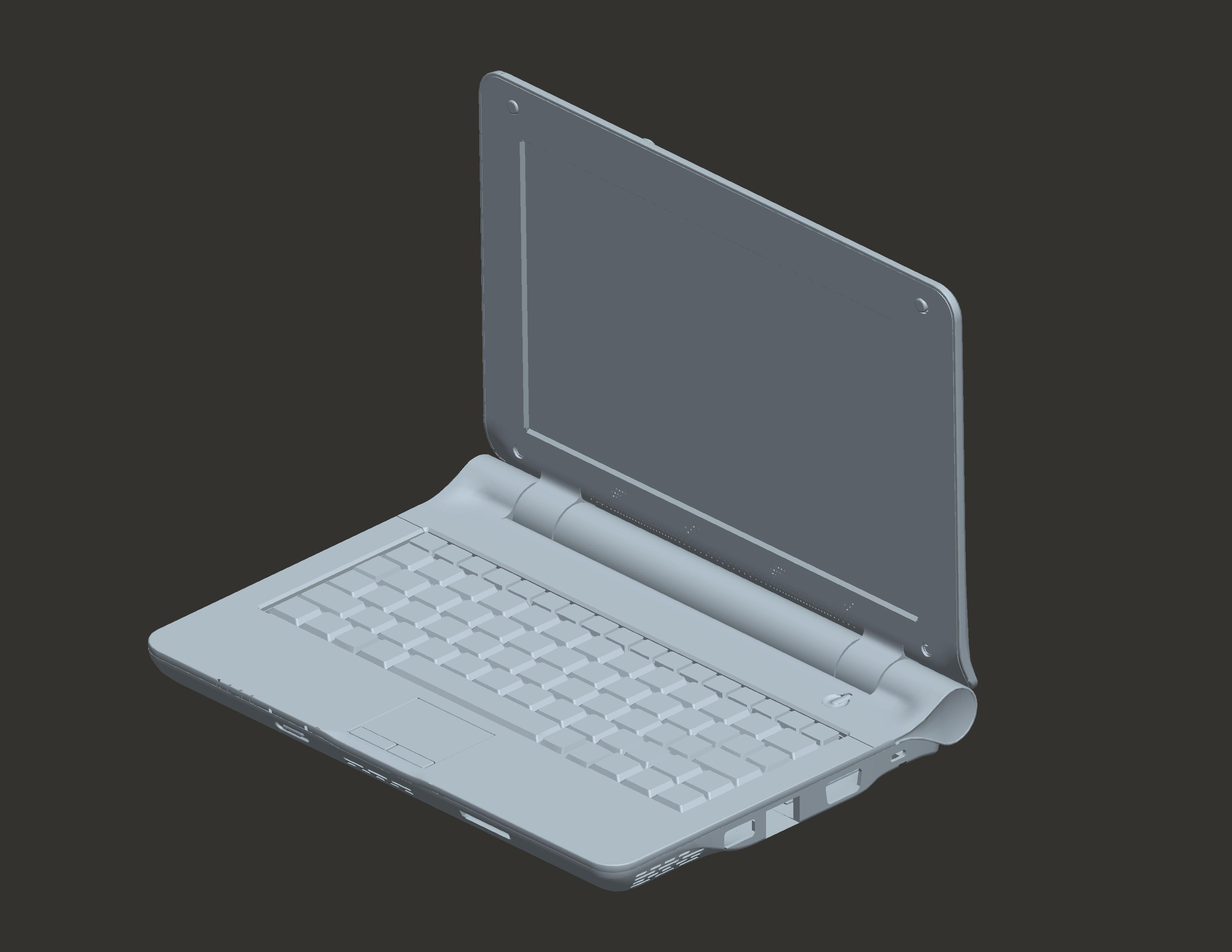
Эталонный проект VIA OpenBook в среде визуализации САПР.

### Физические
- Размеры: 24,0 х 17,5 х 3,62 см (с батареей)
- Вес: менее 1 кг

### Процессор, память
- Процессор: 1.0 ГГц VIA Nano — со сверхнизким напряжением питания (ULV)
- Чипсет: VIA VX800 unified
- ОЗУ: DDR2 SO-DIMM до 2 ГБ
- Жёсткий диск: 160 ГБ или больше

### Сетевые и беспроводные интерфейсы
- Сеть: 10/100/1000 Мбит/с Broadcom Giga NIC Ethernet
- Поддержка протоколов: 802.11b/g Broadcom или 802.16e GCT
- Встраиваемые беспроводные интерфейсы: Bluetooth, Wi-Fi, WiMAX, EV-DO /W-CDMA, HSDPA, GPS.

### Периферия
- Экран: LCD 8.9 дюймов WVGA 1024 x 600
- Графическое ядро: VIA Chrome9 HC3 DX9 3D, задействующее системную память до 256 МБ
- Устройство для чтения карт: 4 в 1 встроенное
- USB: 3 x (Версия 2.0, тип порта «A»)
- Звуковая карта: Realtek HD audio codec, 2 динамика
- Разъёмы звуковой карты: 1 вход для микрофона, 1 выход для наушников
- Камера: ПЗС-матрица 2.01 мегапикселя, две степени свободы

### Батарея
- Аккумулятор: четырёхъячеечный